# Luis Aleixandre Giménez
Luis Aleixandre Giménez (Vila-real) és un escriptor valencià. Sisé finalista del Premio Planeta 2019 i membre de l'associació d'Escriptors de la Província de Castelló i de l'associació literària Tirant lo Groc de Vila-real. Començant la seua carrera literària en 2016 amb l'autoedició de la novel·la Veinte días desenfocado.

## Biografia
Va estudiar Educació General Bàsica i BUP en el Col·legi Salesians de Borriana. Va cursar COU en l'Institut Francisco Tárrega de Vila-real. Enginyer Tècnic Industrial, en la branca d'electricitat, per la Universitat Politècnica de València. I després de finalitzar els seus estudis universitaris va estar treballant en una empresa constructora fins que va aprovar les oposicions a una plaça d'enginyer de la Generalitat Valenciana.

### Veinte días desenfocado
Va ser el seu primer llibre, autoeditat al febrer de 2016 en estreta col·laboració amb l'editorial Edisi de Vila-real.
Sinopsi. El fosc món de l'alcohol, les drogues i la prostitució no és el lloc adequat per a solucionar els problemes laborals, socials i familiars d'un home de mitjana edat. Tiago, la principal virtut del qual és ficar-se en qualsevol situació problemàtica que hi haja al seu voltant, no sembla adonar-se de les estupideses que comet. No obstant això, el destí, a través d'una trobada fortuïta, li posa en safata l'oportunitat de solucionar tots els seus problemes. Però l'avarícia i una mala decisió, fan que el protagonista conega a foscos i perversos individus de la part més mesquina de la societat que el posaran en escac i haurà de prendre decisions que marcaran el seu futur més immediat.

### Letras cautivas
El seu segon llibre va ser publicat per Unària Ediciones en la seua col·lecció Castelló Negre al febrer de 2017.
Sinopsi. Un cos sense vida és descobert de matinada al carrer Major de Vila-real. La situació del cadàver i els rastres trobats al seu al voltant indiquen que han executat un treball meticulós per a mostrar a la ciutat una macabra escenificació. La peculiaritat del crim i la seua similitud amb un altre esdevingut a la ciutat de València motiva que la Inspectora Clàudia Sorribes es desplace a la població de la de la Plana per a col·laborar amb el reduït equip de la policia judicial de Vila-real, al front de la qual es troba el sotsinspector Arturo Montero. Apareixen noves víctimes i el grup d'investigadors intentarà donar caça al responsable dels assassinats l'àrea d'acció dels quals sembla circumscriure's al món literari de la ciutat. Vila-real està en escac. La maldat campa a pler entre els carrers de la ciutat i no sembla que ningú siga capaç de posar límits a les seues actuacions.

### Días de fútbol
Tercer llibre de temàtica totalment diferent de les publicades fins llavors. Publicada per Unària Ediciones al setembre de 2018. Novel·la curta bilingüe castellà-valencià.
Sinopsi. Novel·la curta bilingüe castellà/valencià. Un dia de juny de 1923 va nàixer Pascual, coincidint amb la inauguració de l'estadi del Madrigal. La seua passió pel futbol li va fer fer-se soci del Villarreal CF i al llarg dels anys va ser testimoni de la permanència de l'equip en tercera divisió. Quan va complir els cinquanta-huit anys va nàixer el seu primer net, que fet i fet es convertiria en el seu inseparable company de vesprades de futbol, en el seu lleial confident i en un fidel company amb qui fer front a la soledat dels seus últims anys d'existència. Aquesta novel·la emotiva relata les relacions afectives entre Pascual i Lorenzo, i com les seues vides evolucionen al llarg dels anys de manera paral·lela a l'esdevenir dels èxits i decepcions del club dels seus somnis.

### Aventura a l'estadi
Relat curt en valencià inclòs en el llibre de l'Associació literària Tirant lo Groc. Editada al març de 2019.

### Dios no baja a los infiernos[2]
Amb aquest títol va ser sisé finalista del Premi Planeta 2019.
Sinopsi. L'aparició d'un cadàver en el portal d'un edifici dels afores de la ciutat fa mobilitzar-se al Cos Nacional de Policia amb el procediment establit, però la inscripció “et redere vitae tuae” escrita al costat del cos, amb la sang de la víctima, fa que canvien tots els plantejaments. Dos anys abans es van produir altres quatre assassinats els escenaris dels quals mostraven idèntiques característiques. El cas es va tancar amb la detenció, judici i condemna a presó de l'inspector Tárrega, pertanyent a la mateixa Brigada de la Policia Judicial que va portar el cas. Aquest nou crim ve a corroborar els dubtes que sempre va mantindre el comissari Colomer sobre la participació de Tárrega en els fets esdevinguts anys arrere, per la qual cosa assigna el cas a la persona més qualificada sota el seu comandament: la inspectora Jessica Ferrer. L'escolta dels enregistraments de les sessions psicoterapèutiques a les quals es va sotmetre l'inspector en els mesos en què van aparéixer els primers cadàvers, pot aportar una mica de claredat sobre el que veritablement va esdevindre.

### Mil ramos de flores no son suficientes
Publicat per Unària Ediciones al febrer de 2020. És el seu quart llibre després de passar per l'experiència en el Premi Planeta.
Sinopsi. Tiago ha deixat de ser una ànima esgarriada i dominada pels vicis, les depravacions i altres llibertinatges. Després d'innombrables sessions de deshabituació a l'alcohol i a les drogues, intenta recuperar el control de la seua vida. El primer pas és esmenar el terrible error que va cometre en deixar arrere a la seua família i amics, perquè el cor del protagonista continua bategant per la seua esposa i la seua filla, però aquestes li van abandonar i es van anar a viure a València per a intentar tancar l'etapa més trista de les seues vides. Tiago vol dur a terme un últim intent per recobrar el seu afecte, per la qual cosa, amb els pocs diners que li queda, es trasllada a la capital del Túria amb un sol objectiu: aconseguir d'elles el seu perdó i una nova oportunitat per a portar una vida junts. Però el que descobrirà allí no li agradarà: un ric pretendent que corteja a la seua esposa, un jove traficant d'estupefaents, un parell de pinxos “ajusta-comptes”, un despietat assassí en sèrie de xiques, una inspectora de policia sense cap pista sobre la identitat del criminal, i altres personatges variats que provocaran en Tiago el renàixer de la seua habilitat més innata i perillosa: ficar-se en un problema darrere l'altre.

### Hombres malos[7]
Publicada per Cosechanegra Ediciones, és la darrera novel·la publicada per Luis Aleixandre aquest mateix any 2022. Com sol ser normal a les seves obres, l'acció d'aquesta succeeix en paratges castellonencs.
Sinopsi. Durant l'estiu de l'any 1983, en un xicotet poble de l'interior de la província de Castelló, la jove Andrea passa uns dies en la masia del seu cosí Fele. Allí coneix Hugo, un xic dos anys major que ella del que s'enamora com només es fa la primera vegada. Els tres construïxen allí la seua amistat al mateix temps que alcen una cabanya de canyes en la vora del llac Sichar. Però cada dia, a l'acabar el temps dels jocs, han de tornar a les seues cases i no en totes reina un clima de felicitat i harmonia. Un dia, Hugo, sense mediar cap explicació, va deixar d'acudir a jugar amb els seus amics. Nou anys més tard, Andrea es matricula en l'acadèmia de cadets de la Policia Nacional amb intenció de convertir-se en agent de la llei. Allí entaula una amistat especial amb Diego i junts patiran una experiència traumàtica que provocarà que la xica decidisca abandonar l'acadèmia sense finalitzar els estudis. Després d'un període de trenta anys, en els què cadascú ha deambulat per la vida de forma molt diferent, els antics amics es troben i els secrets, que han romàs soterrats fins al moment, ixen a la llum amb conseqüències brutals i cruels; acords als fets que les van provocar. Andrea esbrinarà la veritat del que succeïx quan només tenia onze anys i haurà de prendre la principal decisió de la seua vida sabent que, siga quin siga el resultat, danyarà a un d'ells.

## Premis i distincions
- Premi Fantasti'CS17 de microrelatos en 2017
- Premi QUBO 2019 de narrativa.[10]
- Sisé finalista Premi Planeta 2019.[11]
- Finalista del premi de novel·la negra Sed de mal 2021, organitzat pel Festival Octubre Negro de Madrid.[12]
- Premi Exelència Literária Vila-real 2022.[13][14]
- Premi de Novel.la Negra Black Mountain Bossòst 2024.

## Altres activitats literàries
- Coordinador del concurs juvenil de relats breus negres/policials, del Festival Castelló Negre de 2018 a 2021.[15]
- Membre de l'Associació d'Escriptors de la Província de Castelló.[16]
- Membre de l'associació literària Tirant lo Groc de Vila-real.[17]